# Medinilla tenuipes
Medinilla tenuipes är en tvåhjärtbladig växtart som beskrevs av Elmer Drew Merrill. Medinilla tenuipes ingår i släktet Medinilla och familjen Melastomataceae. Inga underarter finns listade i Catalogue of Life.